# Bruno Buchberger
Pour les articles homonymes, voir Buchberger.
Bruno Buchberger est un mathématicien autrichien né le 22 octobre 1942 à Innsbruck. Il est connu pour sa définition des bases de Gröbner ainsi que pour l'algorithme de calcul de ces bases qui porte son nom. Buchberger est professeur de mathématiques pour l'informatique à l'université de Linz.

## Biographie et travaux
Entre 1960 et 1966, Buchberger étudie, à l'université d'Innsbruck, les mathématiques, ainsi que la physique expérimentale et la philosophie.
Dans sa thèse intitulée « Un algorithme pour trouver une base vectorielle de l'anneau quotient par un idéal polynomial de dimension zéro » (Ein Algorithmus zum Auffinden der Basiselemente des Restklassenrings nach einem nulldimensionalen Polynomideal) et soutenue en 1965, Buchberger fonde la théorie des bases de Gröbner, qu'il nomme selon le nom de son directeur de thèse, Wolfgang Gröbner. Il décrit aussi un algorithme permettant de calculer une base de Gröbner pour un idéal polynomial à partir d'un ensemble générateur de l'idéal et d'un ordre sur les monômes. Cet algorithme sera raffiné ultérieurement. Ces travaux sont très importants en géométrie algébrique, en algèbre commutative et en géométrie non-linéaire.
Buchberger soutient une habilitation en mathématiques en 1973 sous le titre « Sur les décompositions des codages numériques de Gödel » (On Decompositions of Gödel Numberings). Depuis 1995, il travaille dans le projet Theorema de l'université de Linz. L'objectif du projet est d'intégrer des solutions de preuve automatisées aux systèmes de calcul formel. Sur le long terme, Theorema doit mettre en place des outils permettant de produire des manuels de cours de manière automatique, avec du texte, du code exécutable et des preuves.
Buchberger fonde en 1985 le Journal of Symbolic Computation, un des plus importants journaux en calcul formel. Il en reste éditeur en chef jusqu'en 1995.
En 1987, Buchberger fonde à l'université de Linz le Research Institute for Symbolic Computation (en) (RISC), un institut de recherche en calcul formel qu'il dirige de 1987 à 1999. Il fonde ensuite en 1991 le « Software Park », un parc d'activité technologique situé à Hagenberg im Mühlkreis dont il est toujours directeur en 2013,.
Buchberger est membre de la European Academy of Sciences depuis 1991. Il est titulaire d'un doctorat honoris causa des universités de Nimègue (depuis 1993), de Timişoara (depuis 2000) et de Bath (depuis 2005). En 1999, il reçoit la médaille d'or du gouvernement fédéral du Bundesland de Haute-Autriche. Il a aussi reçu le Prix Paris Kanellakis de l'ACM en 2007 et la croix d'honneur pour la science et la culture du ministère autrichien des Sciences.